# Perseverancia de las creencias
En psicología, la perseverancia de las creencias se define como la tendencia de un individuo a aferrarse a una creencia pese a recibir nueva información que la contradiga o refute de forma concluyente. Slusher y Anderson (1989) señalan que, una vez establecidas, comúnmente las creencias son «excesivamente» reticentes al cambio. Diversos estudios han apoyado la hipótesis de que este fenómeno puede ser resultado de que la persona desarrolle explicaciones que apoyen sus creencias.

## Características
Las creencias «guían los comportamientos ulteriores, desencadenan emociones particulares e influyen en posteriores procesos cognitivos» y su desarrollo, dicen Guenther y Alicke (2008) —que citan a Gilbert (1991)—, ocurre más en forma automática, lo que ayuda a explicar por qué sobreviven a la información que las rebaten. Esta persistencia frente a la evidencia contradictoria es un tema de consideración en diversas áreas de la psicología, como el estudio del sesgo de correspondencia, los estudios «psicolegales» sobre las pruebas inadmisibles y las investigaciones sobre la formación de impresiones. Por su parte, Ross y Anderson (1982) afirman que las creencias parecen ser «considerablemente resistentes ante los desafíos empíricos que parecen lógicamente devastadores». Ovejero Bernal (2009) define al «sesgo de perseverancia en la creencia» como la persistencia de las creencias y concepciones iniciales, «incluso cuando los fundamentos en que se basaban han quedado desacreditados». Existen tres tipos de perseverancia de las creencias, uno involucra las impresiones sobre sí mismo, otro las impresiones sociales —creencias sobre personas específicas— y un tercero las «teorías ingenuas» —creencias sobre cómo funciona el mundo—.

## Estudios
Diversas investigaciones se han centrado en la perseverancia de las creencias. El primer estudio se llevó a cabo por Festinger, Riecken y Schachter. Estos psicólogos se afiliaron a una secta cuyos miembros estaban convencidos de que el mundo terminaría el 21 de diciembre de 1954. Después de que la predicción falló, la mayoría de los creyentes todavía se aferraron a su fe.
No obstante, Guenther y Alicke (2008) afirman que fue la de Ross, Lepper y Hubbard (1975) la que «estimuló el extendido interés en este fenómeno». En ese estudio, los autores solicitaron a un grupo de personas distinguir entre notas suicidas verdaderas y falsas. Haciéndoles creer que se evaluaba su capacidad de empatía y sensibilidad social, se hicieron observaciones indicando un aparente éxito o fracaso en su trabajo. Finalmente, a la mitad de los sujetos se les explicó que las observaciones eran falsas. Pese a esta aclaración, los sujetos que recibieron una retroalimentación exitosa seguían evaluándose más positivamente, a diferencia de los que recibieron observaciones de fracaso. Más tarde, Jennings, Lepper y Ross (1981) lograron replicar los resultados de Ross, Lepper y Hubbard (1975), en esa ocasión al demostrar que las personas mantenían sus primeras impresiones sobre su habilidad de persuasión luego de que las pruebas de aparente éxito o fracaso fueran «completamente desacreditadas». En este sentido, Guenther y Alicke (2008) aclaran: «alguien que tiene éxito o fracasa imagina diferentes factores causales que podrían haber ocasionado tal resultado y cuando las observaciones iniciales son desacreditadas, estas nuevas inferencias causales afectan inadvertidamente las atribuciones del individuo».
Un equipo de psicólogos de la Universidad Estatal Wayne de Míchigan proporcionó evidencia adicional con respecto a la perseverancia de las creencias. En un experimento típico, los sujetos pasaron alrededor de cuatro horas siguiendo un manual práctico de instrucciones. En cierto punto, el manual presentaba una fórmula que los llevó a creer que las esferas son 50% más grande de lo que son. Entonces se les dieron una esfera real y les pidieron determinar su volumen; primero utilizando la falsa fórmula y luego llenando la esfera con agua, transfiriendo el agua a una caja, y midiendo directamente el volumen del agua en la caja. En el último experimento en esta serie, cada uno de los 19 sujetos tenía un doctorado en una ciencia natural, trabajaba como investigador o profesor en una de dos universidades prominentes, y llevó a cabo una segunda comparación entre los dos volúmenes con una esfera más grande. No obstante, todos sino uno de estos científicos se aferraron a la fórmula falsa a pesar de sus observaciones empíricas y a pesar de las brechas enormes entre la fórmula y sus observaciones empíricas.

### Explicación
Baron (1985) propone diversas motivaciones o explicaciones detrás de la perseverancia de las creencias. Primeramente, una motivación social, pues el individuo podría pensar que cambiar de opinión es mal visto por otros y, por lo tanto, al mantenerse en su posición da muestras de integridad y confianza. Por otro lado, se propone la confusión: «en la relación entre creencias» —específicamente «la falsa idea de que una creencia es una prueba esencial de otra [creencia]»— y entre dos objetivos —«crear una defensa (unilateral) para convencer a alguien más (o a sí mismo) de una posición que ya se "sabe" verdadera; y descubrir qué posición debería sostenerse»—. Finalmente, Baron señala que este fenómeno podría involucrar un único esquema que se corresponde con la hipótesis favorecida y que conduce a diversas expectativas. Al confirmarse una de ellas, el esquema se fortalece. No obstante, al presentarse pruebas contrarias, el individuo no tiene formas de utilizarlas y es, por lo tanto, como si fueran «simplemente irrelevantes».
Sin embargo, diversos estudios han apoyado la idea de que la perseverancia de creencias puede ser resultado de que el individuo genere explicaciones que apoyen sus propias creencias. En un estudio, Anderson, Lepper y Ross (1980) dieron a un grupos de personas uno de dos casos de estudios que sugerían una relación positiva o negativa entre la toma de riesgos y el éxito al desempeñarse como bombero. Posteriormente, se solicitaron explicaciones escritas de esta relación a algunos sujetos de estudio. Los investigadores encontraron que, pese a informar que los reportes de caso eran falsos, los sujetos seguían creyendo en lo que el reporte indicaba. Por lo tanto, los autores concluyeron que sus resultados apoyaban «la hipótesis de que la perseverancia de las creencias puede estar parcialmente mediada por la generación de explicaciones causales o escenarios que continúan implicando la exactitud de la creencia inicial, incluso ante la ausencia de cualquier evidencia relevante directa».